# Rubidiumdihydrogenarsenat
Rubidiumdihydrogenarsenat ist eine anorganische chemische Verbindung des Rubidiums aus der Gruppe der Arsenate. Sie gehört zur Familie der KDP-Verbindungen.

## Gewinnung und Darstellung
Rubidiumdihydrogenarsenat kann durch teilweise Neutralisation einer wässrigen Arsensäure-Lösung mit wässrigem Rubidiumcarbonat synthetisiert werden.

## Eigenschaften
Rubidiumdihydrogenarsenat ist ein weißer Feststoff. Seine paraelektrische Raumtemperaturphase hat eine tetragonale Kristallstruktur mit der Raumgruppe I42d (Raumgruppen-Nr. 122) und besteht aus nahezu regelmäßigen tetraedrischen [AsO2(OH)2]-Anionen und Rb+-Kationen, die sich beide auf -4-Positionen befinden. Die [AsO2(OH)2]-Einheiten sind über O-H⋯O-Wasserstoffbrückenbindungen zu einem dreidimensionalen Netzwerk verbunden, wobei die H-Atome gleichmäßig ungeordnet zwischen den O-Atomen angeordnet sind. Die Rb+-Kationen befinden sich in Kanälen, die entlang der <100>-Richtungen verlaufen und von acht O-Atomen koordiniert werden, die sich an den Eckpunkten eines Trigondodekaeders befinden. Über 150 °C wandelt sich diese in eine monokline Kristallstruktur um.

## Verwendung
Rubidiumdihydrogenarsenatkristalle können durch ihre nichtlinearen Eigenschaften zur Frequenzverdopplung von Lasern verwendet werden.